# Почтовая станция (Ящера)
Почтовая станция в Ящере — фрагментарно сохранившееся здание в деревне Большая Ящера Лужского района Ленинградской области. Выявленный объект культурного наследия России.
Возникла в 1782 году как почтовая станция на Порховском тракте (затем — Динабургском шоссе). В 1865—1867 годах переоборудована под Императорский охотничий дом. После 1917 года здание использовалось как школа и сельский клуб.

## История

### Почтовая станция
В 1780-х годах началось строительство почтового тракта, соединяющего Гатчинскую мызу с Порховом. Обычно почтовые тракты были разбиты на «прогоны» по 20—25 вёрст, на границах которых и строились почтовые станции. Здесь предъявлялись подорожные, оплачивались последующие прогоны, менялись лошади, предоставлялся ночлег и т. д. В июне 1781 года в газете Санкт-Петербургские ведомости было размещено объявление о начале торгов на постройку почтовой станции: «Желающие построить деревянные почтовые дома на Порховской дороге в городе Рождествене, мызе Гатчино и деревне Ящера по плану описи своими материалами и работными людьми, явились бы для торгу в казенную палату». На следующий год деревянная почтовая станция была построена. На 1801 год на станции содержалось 35 лошадей, а к 1829 году — 55.
К началу XIX века Ящерская станция — достаточно известная в цепочке прочих почтовых станций, имевшая возможность приглашать проезжающих на обед и ночлег на постоялом дворе. Она примечательна ещё и тем, что принимала и высочайших особ, а также войска во время военных походов, как было в марте 1812 года, когда тут остановился офицерский состав лейб-гвардии Егерского полка.
В 1807 году в отчете земского исправника отмечалось: «проезжая для ревизовки почтовых станций, нашел он ящерский почтовый дом в великой неисправности и особливо печи в таком худом положении, то всякий день можно ожидать пожара». В 1820 году предлагалось построить каменное здание для почтовых станций в Ящере и Гатчине, но так как камень заготавливать сложнее, то удобным посчитали устроить деревянные дома. С 1831 года содержателем Ящерской и одновременно Вырской и Софийской почтовых станций числился петербургский купец 1-й гильдии Иван Дмитриевич Устинов. С 1837 года на станции было 4 фельдъегерских брички.
В 1841 году почтовую станцию перестраивают, присваивая ей второй, средний класс. В это же время при станции открывается телеграф. В 1860-х годах станцию содержала мещанка Эмилия Ургент, получавшая за это 300 рублей серебром. К концу 1850-х годов, с открытием движения поездов по Варшавской железной дороге, ящерская станция начинает терять своё значение: сократили количество лошадей, приём лёгкой корреспонденции на почтовом дворе приостановился в пользу железнодорожной станции Дивенская.
В 1887 году в Ящере в связи с невыгодностью содержания закрылся популярный у путешественников постоялый двор, сдававшийся внаём.

### Царский охотничий дом
Начиная с 1850-х годов в зимнее время в Ящере неоднократно бывал Александр II, приезжавший сюда для охоты на медведей. Император останавливался в станционном доме для ужина и ночлега; свита размещалась в боковых флигелях и в избах зажиточных крестьян.
В 1865—1866 годах здание переоборудовано под Императорский охотничий дом по проекту архитектора А. И. Кракау. Средства на перестройку брались из сэкономленных с ремонта шоссе. В декабре 1870 года в охотничий дом из Академии Художеств поступило 6 натюрмортов И. Ф. Гроота. В описи имущества ящерского охотничьего дома за 1909 год перечислены 37 картин Гроота. В 1883 году выполнен капитальный ремонт здания.
В 1856—1862 годах Александр II посещал Ящеру 2-3 раза в сезон; в 1864—1877 годах — не более двух раз. Последнее посещение императором охотничьего дома относится к 26 января 1877 года. Александр III несколько раз посещал Ящеру. В 1912 году в охотничий дом приезжал Николай II.
В месяцы, свободные от царских посещений, дом был, как правило, открыт для сельчан. Во флигеле работала церковно-приходская школа, на праздники устраивались концерты.

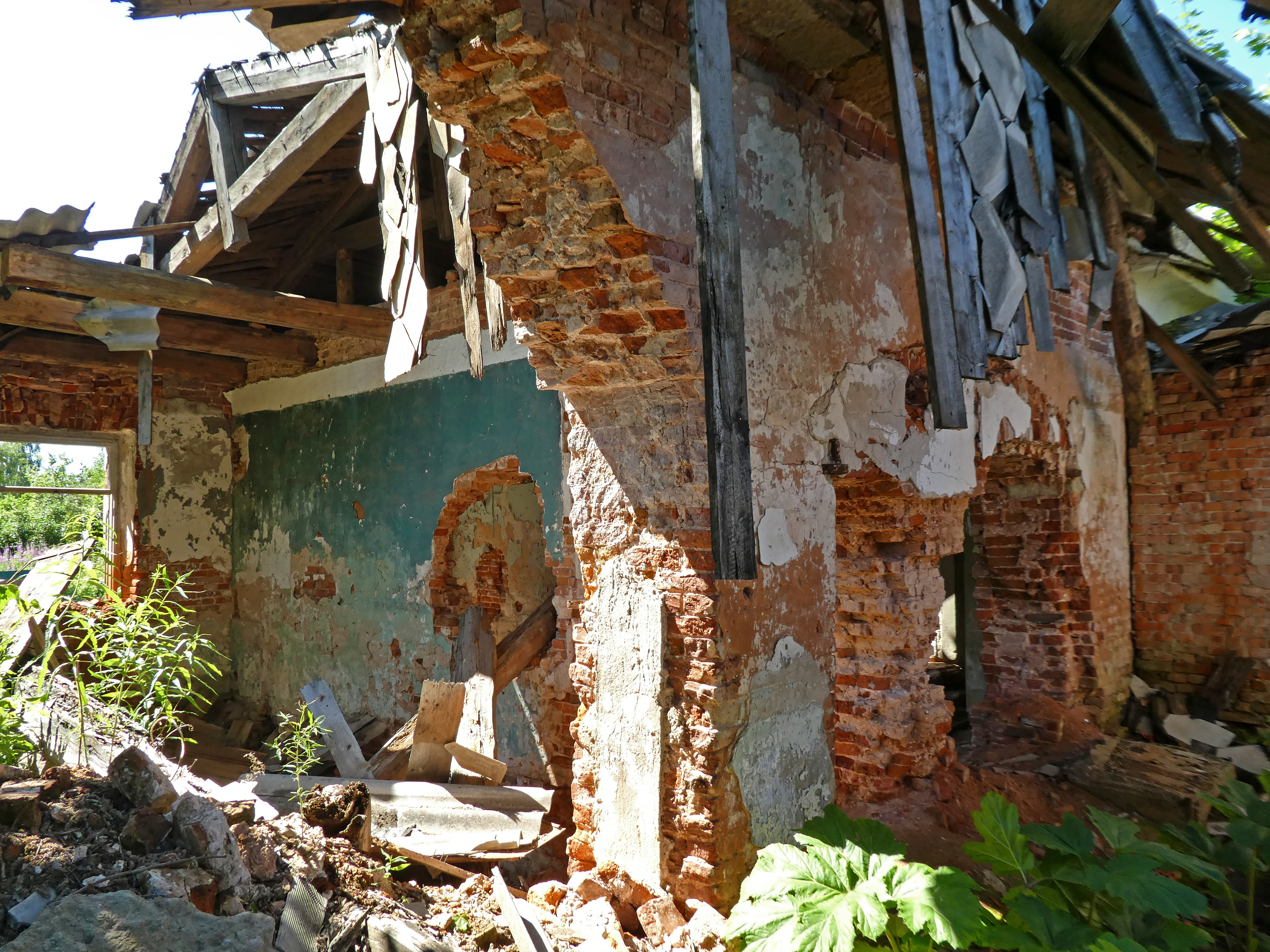
Руины северного корпуса.
Фото 2022 года

Советский режиссер-кинодокументалист В. В. Гребнёв в своих мемуарах оставил описание царского охотничьего дома: «…это был настоящий загородный дворец. Одноэтажный, с колоннами и боковыми флигелями, окруженный кирпичным высоким забором, очерчивающим большой четырехугольный участок двора и фруктового сада. Царская фамилия многие годы туда не приезжала. Но порядок в доме поддерживался. В этом охотничьем домике кастеляншей или сестрой-хозяйкой служила моя двоюродная сестра Александра <…> Так как никто из высоких сановников во дворец не приезжали, то Шура разрешала мне ходить в картинную галерею и часами разглядывать литографии живописных работ великих художников, русских и иностранных».
В октябре 1917 года охотничий дом был разграблен местными крестьянами. После 1917 года здание было передано под школу. В августе 1941 года Ящера была захвачена немцами. В бывшем охотничьем доме разместилась немецкая комендатура, во флигеле находилось гестапо. В 1944 году при отступлении оккупантов центральная часть здания была взорвана.
После войны здание было приспособлено под сельский клуб, а после переезда клуба в другое помещение стало бесхозным. В 1988 году 4 флигеля бывшей почтовой станции признаны выявленными объектами культурного наследия. По состоянию на 2022 год сохранился лишь северный корпус (руинирован).